# 卡伦·莱格
卡伦·莱格（英語：Karen Legg，1978年6月3日—），英国女子游泳运动员。她曾代表英格兰参加1998年和2002年英联邦运动会游泳比赛，获得一枚金牌、四枚银牌和二枚铜牌。她也曾参加2000年夏季奥运会。